# Kemetyl
Kemetyl Aktiebolag är ett svenskt tillverkningsföretag inom kemisk industri. Huvudkontoret ligger i Jordbro företagspark i Haninge söder om Stockholm.

## Historik
År 1918 startades företaget Sulfitsprit AB. Affärsidén var att tillverka så kallad sulfitsprit, som erhölls genom jäsning av de förbrukade sulfitlutarna vid tillverkning av sulfitpappersmassa. Företaget kontrollerades av svenska staten eftersom man vid den här tiden hade monopol på all tillverkning av alkohol. År 1973 bytte företaget namn till Kemetyl. Statens monopol för tillverkning av alkohol avvecklades efter Sveriges inträde i den Europeiska unionen. Kemetyl har bland annat ägts av Orkla 1992–2002. År 2002 blev företaget en del av Pemco-koncernen. År 2007 gick det svenska investeringsbolaget Segulah in som hälftenägare och 2011 tog man över återstående aktier i företaget.. Den 4 april 2016 avyttrade Segulah Kemetyl Group till bolagets dåvarande verkställande direktör Ola Tengroth. 

## Produkter
Kemetyl tillverkar många kemtekniska konsumentvaror under sitt T-varumärke:
- T-Röd - denaturerad etanol
- T-Gul - tändvätska
- T-Grön - avfettningsmedel
- T-Blå - spolarvätska, ej att förväxla med blåsprit

Dessutom tillverkar Kemetyl varor för industrin av analyskvalitet, till exempel finsprit med 99.5% koncentration.